# Râul Sărata, Ialomița
Râul Sărata este un curs de apă, afluent al râului Ialomița.